# 吉乃ひとみ
吉乃 ひとみ（よしの ひとみ）は、ナムコが2001年に起用したスポーツゲームのイメージキャラクター。

## 概要
CGによって作成された18歳の少女という設定のキャラクターである。容姿のコンセプトは「いまどきの女の子の顔」「18歳の少女の平均値を基にした体型」である。
2001年12月発売の『MotoGP2』などのスポーツゲームに使用されていた。『スマッシュコート プロトーナメント』（2002年2月7日発売）や『ファミリーテニスアドバンス』（同年6月14日発売）では隠しキャラとなっており、『アルペンレーサー3』（同年3月28日発売）や『熱チュー!プロ野球2002』（同年4月18日発売）にも登場している。『プロ野球ファミスタオンライン』ではナムコスターズのリリーフ投手として登場した。ナムコは、他企業の広告キャラクターとしての採用も模索し、ライセンス営業をしていた。
なお、同社は吉乃ひとみが採用される前から、リッジレーサーシリーズの永瀬麗子や深水藍など、CGによるイメージキャラクターを積極的に用いている。

## プロフィール
- 生年月日：1983年9月6日
- 血液型：A型
- 身長：162cm
- 年齢：18歳
- 出身地：東京都
- 特技：スポーツ全般・似顔絵描き・餃子作り
- 趣味：スポーツ観戦・自転車でおでかけ・買い物
- チャームポイント：目